# Enallopsammia marenzelleri
Espèce
Enallopsammia marenzelleri est une espèce de coraux appartenant à la famille des Dendrophylliidae.